# Río Tacshitea
Der Río Tacshitea ist ein etwa 82 km langer rechter Nebenfluss des Río Ucayali im Osten von Peru in der Provinz Coronel Portillo der Region Ucayali.

## Flusslauf
Der Río Tacshitea entspringt im Nordwesten des Distrikts Callería auf einer Höhe von etwa 250 m. Der Fluss durchquert das Amazonastiefland in überwiegend südlicher Richtung. Er weist dabei ein stark mäandrierendes Verhalten mit unzähligen sehr engen Flussschlingen auf. Bis Flusskilometer 20 verläuft der Fluss innerhalb des Nationalparks Sierra del Divisor. Auf den unteren 30 Kilometern fließt der Río Tacshitea nach Südwesten und mündet schließlich 40 km nördlich der Regionshauptstadt Pucallpa in den Río Ucayali, direkt unterhalb der Mündung des Río Callería. 

### Jüngere Geschichte
Der Río Ucayali ändert relativ häufig seinen Flusslauf. Dessen Flussbogen nahe der Mündung des Río Tacshitea hat sich in den letzten Jahren nach Norden verlagert. Seither münden beide Flüsse, der Río Tacshitea und der Río Callería, direkt in den Río Ucayali.  

## Einzugsgebiet
Der Río Tacshitea entwässert ein Areal von ungefähr 680 km². Dieses liegt im Nordwesten des Distrikts Callería und ist mit tropischem Regenwald bedeckt. Das Einzugsgebiet des Río Tacshitea grenzt im Westen an das des abstrom gelegenen Río Ucayali, im Nordwesten an das des Río Cashiboya sowie im Osten und im Süden an das des Río Callería.